# Swift語言
Swift編程語言，支持多编程范式和編譯式，用来撰写基于macOS/OS X、iOS、iPadOS、watchOS、tvOS和visionOS的软件。
苹果公司于2014年在苹果开发者年会（WWDC）發布了Swift编程语言。从设计上苹果公司让Swift与Objective-C共存在苹果公司的操作系统上。

## 歷史
Swift是为了替代苹果公司早期的Objective-C编程语言，该语言自20世纪80年代初以来基本没有任何更新，缺乏现代语言功能。
2010年7月，苹果开发者工具部门总监克里斯·拉特納开始着手 Swift 编程语言的設計工作，以一年時間，完成基本架構後，他領導了一個設計團隊參與其中，与苹果的许多程序员共同开发，借鉴了Objective-C、Rust、Haskell、Ruby、Python、C#、CLU等许多其他语言的設計思想。2014年6月2日，苹果在WWDC上发布了第一个公开的使用Swift编写的应用程序：WWDC应用程序，同时向苹果的注册开发者发布了Swift语言的测试版，但未承诺最终版本与测试版本的源代码相互兼容。大会也发布了长达500页的官方指南，The Swift Programming Language，在Apple Books和官方网站上免费提供。苹果计划在完整版发布时，如果有必要，将会提供源代码转换器。
苹果宣称Swift的特点是：快速、现代、安全、互动，而且明顯優於Objective-C语言。Swift以LLVM編譯，可以使用现有的Cocoa和Cocoa Touch框架。Xcode Playgrounds功能是Swift为苹果开发工具带来的最大创新，该功能提供強大的互动效果，能让Swift源代碼在REPL撰寫过程中能即時显示出其執行結果。拉特纳本人强调，Playgrounds很大程度是受到布雷特·维克多理念的启发。
2014年9月9日，Swift 1.0和iOS 8、Xcode 6.0的Golden Master版本一同发布，达成了一个重要的里程碑。
2015年6月8日，蘋果於WWDC2015上发布了Swift 2.0。同时宣布，未来Swift將開放原始碼，包括编译器和标准库。2015年9月21日起，可在App Store发布以Swift编写的应用。
Swift在2015年Stack Overflow开发者调查中荣获“最受欢迎的编程语言”第一名，并在2016年荣获第二名。
2015年12月3日，蘋果宣布開源Swift，並支持Linux，蘋果在新網站swift.org和託管網站Github上開源了Swift，但蘋果的App Store並不支持開源的Swift，只支持蘋果官方的Swift版本，官方版本會在新網站swift.org上定期與開源版本同步。
2015年12月，IBM宣布推出Swift Sandbox网站，该网站允许开发人员在一个窗口中编写Swift代码，并在另一个窗口中显示输出。该网站于2018年1月被弃用。
Linux发行版Ubuntu自Swift 2.2开始提供Swift的官方下载。从Swift 5.2.4起，包括CentOS、Amazon Linux在内的更多发行版加入其中。亦有用于Android的非官方生成工具链和SDK。
2016年6月13日，苹果在WWDC2016上宣布将推出一款iPad专属应用：Swift Playgrounds。该程序以3D游戏的形式演示如何使用Swift编写程序，编写代码时会实时提供反馈。
2017年1月，克里斯·拉特纳宣布离开苹果，并将加入特斯拉担任新职位。Swift项目负责人由团队资深人士泰德·克雷梅内克担任。
2019年6月3日，苹果在WWDC2019上发布了SwiftUI，同时发布了Xcode 11，为苹果平台带来了声明式UI结构设计框架。

### 平台
Swift支持苹果操作系统（Darwin/macOS、iOS、iPadOS、tvOS、watchOS、visionOS）和Linux、Windows及Android系统。
Swift的一个设计关键在于，它能够与过去十几年的大量现有Objective-C代码（如Cocoa框架和Cocoa Touch框架）进行互操作。在苹果平台上，Swift与Objective-C运行时库连接，使得C、C++、Objective-C和Swift代码能在同一个程序中运行。

### 版本历史
| 版本        | 发布日期       | macOS | Linux | Windows |
| ----------- | -------------- | ----- | ----- | ------- |
| Swift 1.0   | 2014年9月9日   | 是    | 否    | 否      |
| Swift 1.1   | 2014年10月22日 | 是    | 否    | 否      |
| Swift 1.2   | 2015年4月8日   | 是    | 否    | 否      |
| Swift 2.0   | 2015年9月21日  | 是    | 否    | 否      |
| Swift 2.1   | 2015年10月20日 | 是    | 否    | 否      |
| Swift 2.2   | 2016年3月21日  | 是    | 是    | 否      |
| Swift 2.2.1 | 2016年5月3日   | 是    | 是    | 否      |
| Swift 3.0   | 2016年9月13日  | 是    | 是    | 否      |
| Swift 3.0.1 | 2016年10月28日 | 是    | 是    | 否      |
| Swift 3.0.2 | 2016年12月13日 | 是    | 是    | 否      |
| Swift 3.1   | 2017年3月27日  | 是    | 是    | 否      |
| Swift 3.1.1 | 2017年4月21日  | 是    | 是    | 否      |
| Swift 4.0   | 2017年9月19日  | 是    | 是    | 否      |
| Swift 4.0.2 | 2017年11月1日  | 是    | 是    | 否      |
| Swift 4.0.3 | 2017年12月5日  | 是    | 是    | 否      |
| Swift 4.1   | 2018年3月29日  | 是    | 是    | 否      |
| Swift 4.1.1 | 2018年5月4日   | 否    | 是    | 否      |
| Swift 4.1.2 | 2018年5月31日  | 是    | 是    | 否      |
| Swift 4.1.3 | 2018年7月27日  | 否    | 是    | 否      |
| Swift 4.2   | 2018年9月17日  | 是    | 是    | 否      |
| Swift 4.2.1 | 2018年10月30日 | 是    | 是    | 否      |
| Swift 4.2.2 | 2019年2月4日   | 否    | 是    | 否      |
| Swift 4.2.3 | 2019年2月28日  | 否    | 是    | 否      |
| Swift 4.2.4 | 2019年3月29日  | 否    | 是    | 否      |
| Swift 5.0   | 2019年3月25日  | 是    | 是    | 否      |
| Swift 5.0.1 | 2019年4月18日  | 是    | 是    | 否      |
| Swift 5.0.2 | 2019年7月15日  | 否    | 是    | 否      |
| Swift 5.0.3 | 2019年8月30日  | 否    | 是    | 否      |
| Swift 5.1   | 2019年9月10日  | 是    | 是    | 否      |
| Swift 5.1.1 | 2019年10月11日 | 否    | 是    | 否      |
| Swift 5.1.2 | 2019年11月7日  | 是    | 是    | 否      |
| Swift 5.1.3 | 2019年12月13日 | 是    | 是    | 否      |
| Swift 5.1.4 | 2020年1月31日  | 否    | 是    | 否      |
| Swift 5.1.5 | 2020年3月9日   | 否    | 是    | 否      |
| Swift 5.2   | 2020年3月24日  | 是    | 是    | 否      |
| Swift 5.2.1 | 2020年3月30日  | 否    | 是    | 否      |
| Swift 5.2.2 | 2020年4月15日  | 是    | 是    | 否      |
| Swift 5.2.3 | 2020年4月29日  | 否    | 是    | 否      |
| Swift 5.2.4 | 2020年5月20日  | 是    | 是    | 否      |
| Swift 5.2.5 | 2020年8月5日   | 否    | 是    | 否      |
| Swift 5.3   | 2020年9月16日  | 是    | 是    | 是      |
| Swift 5.3.1 | 2020年11月13日 | 是    | 是    | 是      |
| Swift 5.3.2 | 2020年12月15日 | 是    | 是    | 是      |
| Swift 5.3.3 | 2021年1月25日  | 否    | 是    | 是      |
| Swift 5.4   | 2021年4月26日  | 是    | 是    | 是      |
| Swift 5.4.1 | 2021年5月25日  | 否    | 是    | 是      |
| Swift 5.4.2 | 2021年6月28日  | 是    | 是    | 是      |
| Swift 5.4.3 | 2021年9月9日   | 否    | 是    | 是      |
| Swift 5.5   | 2021年9月20日  | 是    | 是    | 是      |
| Swift 5.5.1 | 2021年10月27日 | 是    | 是    | 是      |
| Swift 5.5.2 | 2021年12月14日 | 是    | 是    | 是      |
| Swift 5.5.3 | 2022年2月9日   | 否    | 是    | 是      |
| Swift 5.6   | 2022年3月14日  | 是    | 是    | 是      |
| Swift 5.6.1 | 2022年4月9日   | 否    | 是    | 是      |
| Swift 5.6.2 | 2022年6月15日  | 否    | 是    | 是      |
| Swift 5.6.3 | 2022年9月2日   | 否    | 是    | 是      |
| Swift 5.7   | 2022年9月12日  | 是    | 是    | 是      |
| Swift 5.7.1 | 2022年11月1日  | 是    | 是    | 是      |
| Swift 5.8   | 2023年3月30日  | 是    | 是    | 是      |
| Swift 5.8.1 | 2023年6月1日   | 是    | 是    | 是      |
| Swift 5.9   | 2023年9月18日  | 是    | 是    | 是      |

## 特色
Swift取消了Objective-C的指针和其他不安全存取的使用，舍弃了Objective C早期套用Smalltalk风格的語法，全面改为句点表示法（dot-notation）。Swift具备类型推导（type inference）。同时，它提供了类似C++、C#中的命名空間（namespace）、泛型（generic）、运算符重载（operator overloading）。Swift被簡單的形容為 “沒有C的Objective-C”（Objective-C without the C）。

### 類型和變量
在Cocoa與Cocoa Touch的環境下，许多共用的类都放在Foundation Kit庫下，這些類別包含了NSString 字串庫（使用 Unicode），還有集合類別 NSArray 與 NSDictionary。Objective-C 提供了語法糖的方式讓這些物件可以整合在同一個語言裡。例如NSString之間合併的表示法如下：
```
NSString
 
*
str
 
=
 
@"hello,"
;

str
 
=
 
[
str
 
stringByAppendingString
:
@" world"
];

```

 在Swift裡, 字串的累積可以用加法（+）運算元作為頭等物件（First-class citizen）的方式直接完成, 上述的例子可以簡化為 
```
var
 
str
=
"hello"

str
 
+=
 
" world"

```

過去Cocoa（以及Cocoa Touch）的架構總是被分成兩種版本，一種是可變的（mutable），也就是可以在執行時期（runtime）改變；另一種是不可變的（immutable），其初始值不可改變，例如NSArray與NSMutableArray就是陣列的兩種版本。Swift語言延續這個傳統，但簡化為使用 let 關鍵字去設定常數（constant variable）。可变的(Mutable)对象使用 var 关键字，不可变的对象则适用let关键字。Swift语言使用類似C#或Javascript的var定义变量，但特性又不盡相同。Swift不直接指派初始值給变量，变量无預設值，因此使用var变量之前必须先初始化，不然将发生編譯時期的錯誤。
为了方便使用，Swift提供Optional类型来宣告nil-free references。宣告Optional只需要在类型后面加上問號（?）即可。一旦var变量宣告为Optional的，其初始值就會被預設為nil。Optional本質上是enum，定义了None和Some两种类型，nil即是Optional.None。

### 函数库、执行时期与部署
Swift在 Mac OS 和 iOS 平台可以和 Objective-C 使用相同的运行时（runtime），因此Swift 程序能运行在目前已存在的平台上，包括 iOS 6 和 OS X 10.8或更高的版本。 更重要的, Swift 和 Objective-C 的代码可并存于同一程序代码, 这种延伸就如同 C 和 C++ 的关系一样。
为了吸引开发人员和复用已存在的代码，Xcode 6允许在 app target 导入 Objective-C 头文件供給 Swift 使用，通过 Objective-C 的桥接头文件（bridging header）来供给 Swift。当开发人员添加 Swift 文件到现有的 Objective-C应用程序时，Xcode自动建立相应的头文件。例如，一個 Swift 类 "MyClass" 可用于 Objective-C 的方式为
#import "MyClass-Swift.h".

### 内存管理
Swift使用自动引用计数（ARC）来管理内存。Apple以前要求在Objective-C中进行手动内存管理，但在2011年引入了ARC以简化内存管理。在Objective-C中，强引用即为非ARC中的retain，而弱引用即为非ARC中的assign。不过，ARC的一个问题是可能创建一个强引用循环，即对象以一种可通过跟随引用来到达起始对象的方式互相引用（例如，A引用B，B引用A），这会导致它们不被释放而在内存中泄漏。Swift提供了关键字 weak 和 unowned 来防止强引用循环。其中，weak 不能设定为可空类型，不能加上問號（?）或驚嘆號（!）。通常，父子关系会使用强引用，而子父关系会使用weak引用，其中父和子可以没有关联，或者使用unowned，其中子始终有父，但父可能没有子。弱引用必须是可选变量，因为它们可能会更改并变为nil。
类内的闭包也可以通过捕获self引用来创建强引用循环。可以使用capture list指示将self引用视为弱引用或无主引用。

### 除錯以及其他元素
Xcode的除錯机制针对Swift语言提供REPL環境，可以利用Swift语法来evaluate或于其他程序互动，使Swift编程具有类似Python或Ruby带有的交互性界面（Interactive Shell）等的特性而非传统的系统编程语言的交互特性。REPL进一步增强了Swift Playgrounds的功能，后者是在Xcode环境中运行的交互式视图，可以实时响应代码或调试器的变化。

### 类似 Objective-C之处
- 基本數值型別（numeric types）大致相同（如Int, UInt, Float, Double）
- 大量的C 语言运算符被移出Swift, 例++ 与此同时引入了新运算符。
- 大括號被用於群組陳述（group statements）。
- 變數之賦值使用等於符號, 但比較則使用“連續兩個等於”（==）運算元。還有一個新的運算元，“連續三個等於”（===）被用來判斷常數或變數之間是否為同一物件之實例（instance）。
- 中括號（[], Square brackets）用於陣列的表示, 宣告陣列之後, 可以指派索引值（index）來進行元素（element）之存取。
- 控制陳述（control statement）, for, while, if, switch 與Objective-C都十分類似, 但有延伸功能, 像是 for in 用於集合（collection）的輪詢，switch 還可以接受非整數的cases條件值, 諸如此類。
- 支援面向对象(Object-oriented programming)，即使Swift主張協定導向程式設計(Protocol-oriented programming)

### 不同于 Objective-C之处
- 语句（statement）不需要用分号（;）結束，但分号可以作为一行上两个以上语句的分割符。
- 不需要头文件（Header files）。
- 注解方式 /* ... */ 嵌套，指注释里可以再有注释。
- 強类型
- 类型推论或隐含类型（Type inference）
- 支持泛型編程。
- 函数成为第一等类型（first-class object），这意味着函数可以作为其他函数的参数和返回值。
- 运算符重载。运算符可在类內重新定义。
- 定义新的运算符。
- 字符串全方面支持 Unicode。
- 规避了C語言家族的易错行为：
  - 不存在指针。
  - 赋值语句没有返回值。若将if (i==0)誤寫成if (i=0)，将造成编译時期錯誤。
  - 在switch 的区块内不需要使用 break 语句。另外，case后面都需要有可执行的代码（C或C++可連續使用多個case而不需要額外的代碼），否则将触发编译错误。
  - 变量和常量必须初始化才能使用，而且数组（array）的边界必须明确確認。
  - 溢位（overflows）的問題。C語言沒有強制整數型別（signed integers）的界限，常常在触发执行时期错误。Swift通过整数类型的max或min属性获取最大值或最小值。

## 讨论
長達600多頁的 The Swift Programming Language 可以在iBooks免费下载。

## 范例代码
Swift不需要引入头文件（header file）或main()函数，不需要在每一行语句（statement）结尾加上分號。
变量声明方式如下：
```
var
 
implicitInteger
 
=
 
70

var
 
implicitDouble
 
=
 
70.0

var
 
explicitDouble
:
 
Double
 
=
 
70

```

用 let 宣告常量方式如下：
```
let
 
numberOfApples
 
=
 
3

let
 
numberOfOranges
 
=
 
5

let
 
appleSummary
 
=
 
"I have \(numberOfApples) apples."

let
 
fruitSummary
 
=
 
"I have \(numberOfApples + numberOfOranges) pieces of fruit."

```

Swift不支持隐式类型转换（implicitly casting），因此数值和字符串之间必须显式类型转换（Explicitly casting）：
```
let
 
table
 
=
 
"The width of this table is "

let
 
width
 
=
 
100

let
 
tableWidth
 
=
 
table
 
+
 
String
(
width
)

```

以下是Hello World程式：
```
println
(
"Hello, world"
)

print
(
"Hello, world"
)
 
/*Swift 2.0 之後不再使用println，改使用print*/

```

使用Unicode字符，例如在文本中放心添加有不同语言的文字:
```
let
 
人
 
=
 
[
"新"
:
 
67
,
 
"青"
:
 
8
,
 
"玉"
:
 
33
,
 
"小小"
:
 
25
]

for
 
(
名字
,
 
歲
)
 
in
 
人
 
{

  
print
(
"
\(
名字
)
是
\(
歲
)
 歲。"
)

}

```